# Velleron
Velleron est une commune française, située dans le département de Vaucluse en région Provence-Alpes-Côte d'Azur. Elle fait partie du Grand Avignon.

## Géographie

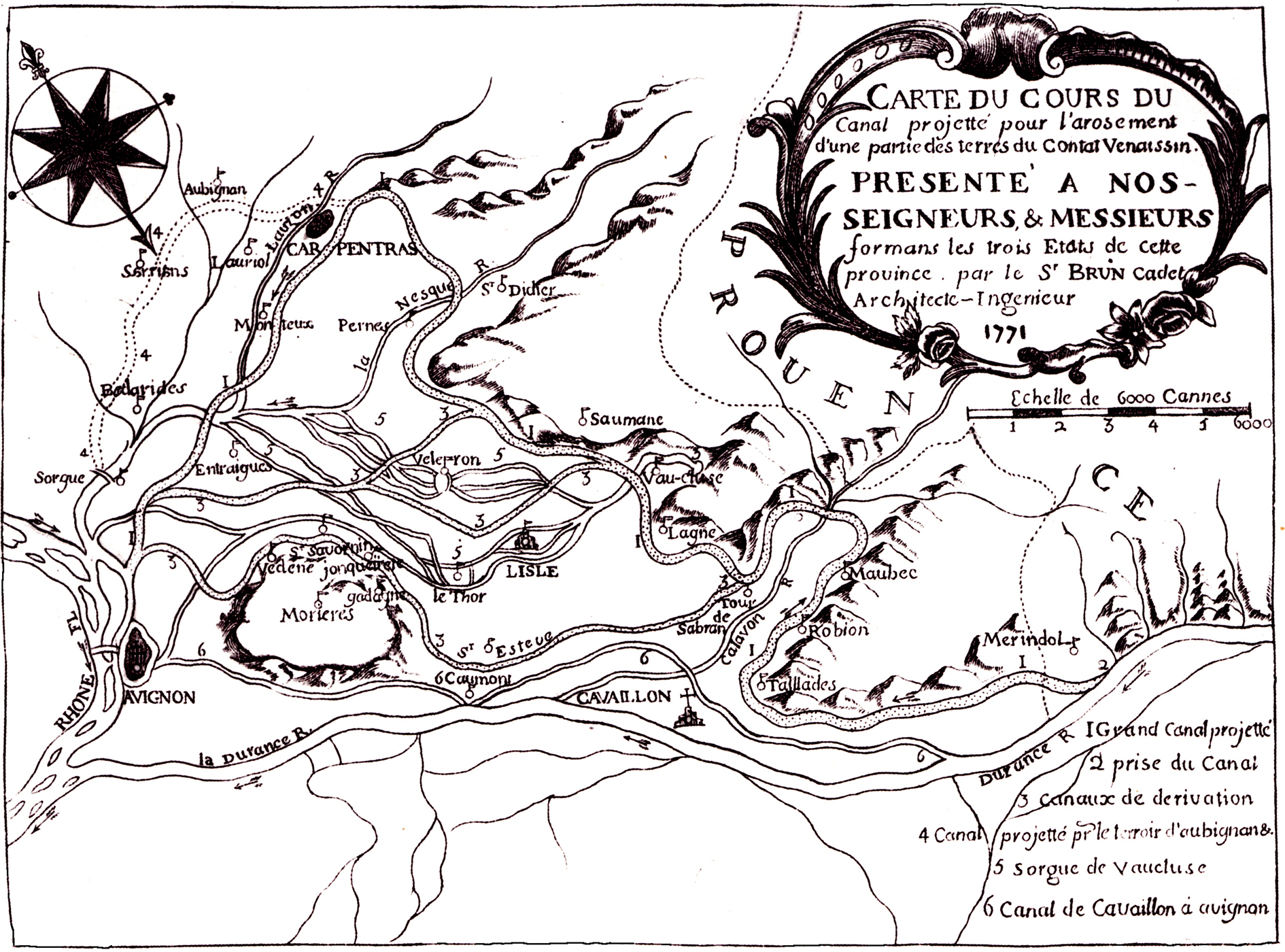
Carte de Brun cadet prévoyant « l'arrosement d'une partie des terres du Comtat Venaissin ».
Velleron est au centre du réseau des Sorgues et proche des Monts de Vaucluse.

Velleron est située entre Pernes-les-Fontaines et L'Isle-sur-la-Sorgue, au centre de la plaine agricole du Comtat.

### Accès
Les routes départementales 31 à l'ouest du bourg et 938 à l'est traversent la commune sur un axe nord-sud. La gare TGV la plus proche est la gare d'Avignon TGV. Sorties de l'autoroute A7 à Cavaillon ou Avignon Sud.

### Relief
L'altitude du village est située en son centre à 263 mètres. Il a été bâti sur une petite colline surplombant une large plaine à l'exception, à l'est, de premières collines des monts de Vaucluse.
|                            | Pernes-les-Fontaines |                      |
| Saint-Saturnin-lès-Avignon | Velleron             |                      |
| Le Thor                    |                      | L'Isle-sur-la-Sorgue |

### Géologie
À l'est, la commune empiète sur les sols calcaires urgoniens des monts de Vaucluse, mais sa plus grande partie couvre la plaine alluvionnaire (quaternaire récent) du réseau des Sorgues. Le village est classé « Village Fleuri » avec 2 Fleurs.

### Sismicité
Les cantons de Bonnieux, Apt, Cadenet, Cavaillon, et Pertuis sont classés en zone Ib (risque faible). Tous les autres cantons du département de Vaucluse sont classés en zone Ia (risque très faible). Ce zonage correspond à une sismicité ne se traduisant qu'exceptionnellement par la destruction de bâtiments.

### Hydrographie

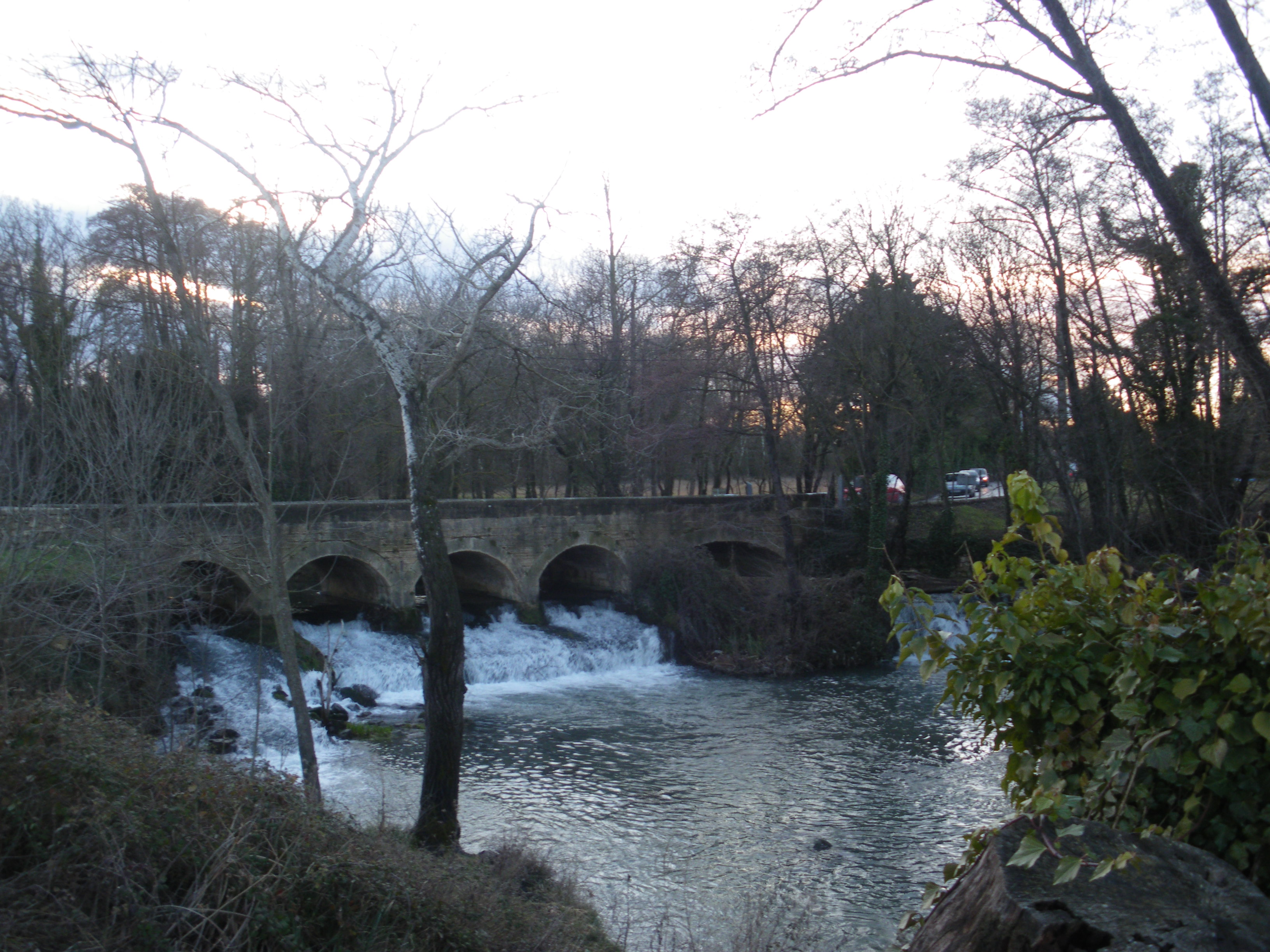
Pont de l'Avocat, traversant la Sorgue de Velleron.

La commune bénéficie du passage de deux bras de la Sorgue (Sorgue de Velleron et Sorgue de Monclar) et héberge, à ce titre, le centre départemental de la pêche et de son environnement.
Une source d’eau minérale sourd à 15 °C à environ deux kilomètres de Velleron, en direction de l’Isle-sur-la-Sorgue. Le baron du Laurent fit une demande d'autorisation d'exploitation qui lui fut accordée par un arrêté en date du 11 mai 1859. Son établissement thermal fonctionna jusqu’à la fin du XIXe siècle.

### Climat
Pour des articles plus généraux, voir Climat de Provence-Alpes-Côte d'Azur et Climat de Vaucluse.
En 2010, le climat de la commune est de type climat méditerranéen franc, selon une étude du Centre national de la recherche scientifique s'appuyant sur une série de données couvrant la période 1971-2000. En 2020, Météo-France publie une typologie des climats de la France métropolitaine dans laquelle la commune est exposée à un climat méditerranéen et est dans la région climatique  Provence, Languedoc-Roussillon, caractérisée par une pluviométrie faible en été, un très bon ensoleillement (2 600 h/an), un été chaud (21,5 °C), un air très sec en été, sec en toutes saisons, des vents forts (fréquence de 40 à 50 % de vents > 5 m/s) et peu de brouillards. 
Pour la période 1971-2000, la température annuelle moyenne est de 13,8 °C, avec une amplitude thermique annuelle de 17,7 °C. Le cumul annuel moyen de précipitations est de 680 mm, avec 5,8 jours de précipitations en janvier et 2,5 jours en juillet. Pour la période 1991-2020, la température moyenne annuelle observée sur la station météorologique de Météo-France la plus proche, « Carpentras », sur la commune de Carpentras à 11 km à vol d'oiseau, est de 14,7 °C et le cumul annuel moyen de précipitations est de 665,5 mm. 
La température maximale relevée sur cette station est de 44,3 °C, atteinte le 28 juin 2019 ; la température minimale est de −15,4 °C, atteinte le 7 janvier 1985,,. 
Les paramètres climatiques de la commune ont été estimés pour le milieu du siècle (2041-2070) selon différents scénarios d'émission de gaz à effet de serre à partir des nouvelles projections climatiques de référence DRIAS-2020. Ils sont consultables sur un site dédié publié par Météo-France en novembre 2022.

## Urbanisme

### Typologie
Au 1er janvier 2024, Velleron est catégorisée commune rurale à habitat dispersé, selon la nouvelle grille communale de densité à sept niveaux définie par l'Insee en 2022.
Elle appartient à l'unité urbaine d'Avignon, une agglomération inter-régionale regroupant 59  communes, dont elle est une commune de la banlieue,,. Par ailleurs la commune fait partie de l'aire d'attraction d'Avignon, dont elle est une commune de la couronne,. Cette aire, qui regroupe 48 communes, est catégorisée dans les aires de 200 000 à moins de 700 000 habitants,.

### Occupation des sols
L'occupation des sols de la commune, telle qu'elle ressort de la base de données européenne d’occupation biophysique des sols Corine Land Cover (CLC), est marquée par l'importance des territoires agricoles (78,6 % en 2018), en diminution par rapport à 1990 (82,7 %). La répartition détaillée en 2018 est la suivante : 
zones agricoles hétérogènes (49,1 %), terres arables (29,3 %), zones urbanisées (11,6 %), forêts (9,8 %), prairies (0,3 %). L'évolution de l’occupation des sols de la commune et de ses infrastructures peut être observée sur les différentes représentations cartographiques du territoire : la carte de Cassini (XVIIIe siècle), la carte d'état-major (1820-1866) et les cartes ou photos aériennes de l'IGN pour la période actuelle (1950 à aujourd'hui).

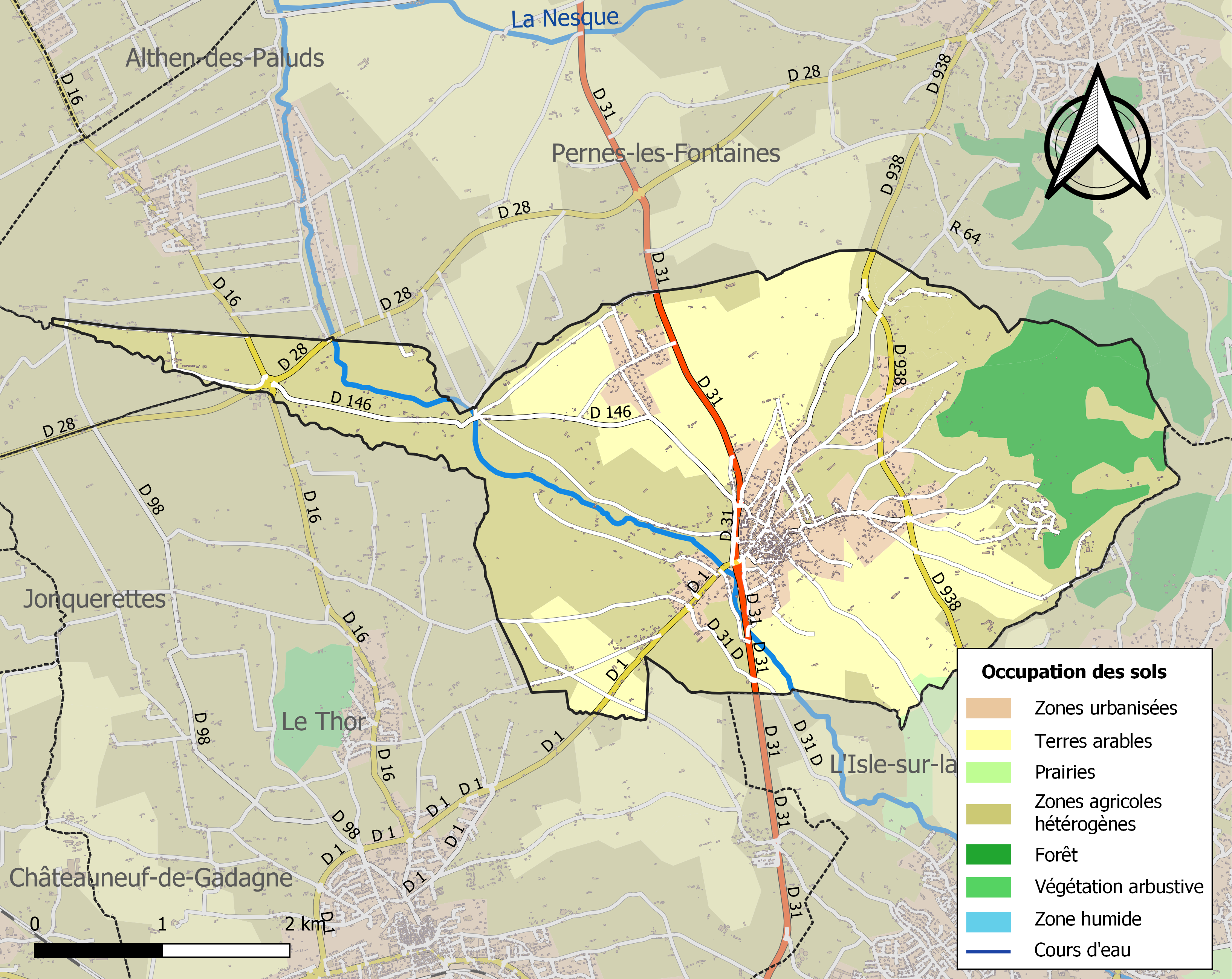
Carte des infrastructures et de l'occupation des sols de la commune en 2018 (CLC).

## Histoire

### Préhistoire et antiquité
Le site fut occupé dès la préhistoire. Des fouilles ont montré l'existence de murs, fonds de cabanes, foyers et céramiques datant du VIe au IVe siècle avant notre ère. La colonisation romaine a aussi laissé des traces. Deux autels ont été découverts, le premier consacré à Mars Buxenus, le second aux Sulevæ, nymphes des sources.

### Moyen Âge
Devenu fief de Pons Astouaud, chancelier de Raymond VIII de Toulouse, dès 1232, le village fut fortifié et la confirmation du legs comtal entérinée en 1239 par Frédéric II, l'empereur germanique. En 1291, il fut rattaché au Saint-Siège, à l'époque des papes d'Avignon, au sein du Comtat Venaissin.
En 1357, l’arrivée de L’archiprêtre dans la région provoque une vague de constructions de fortifications. Les villages déjà fortifiés réparent leurs murailles : Velleron procède à la réparation d'une brèche en 1368-1370, puis décide de renforcer les défenses de bretèches (1374). Enfin, les faubourgs sont rasés et leurs habitants relogés à l’intérieur de l’enceinte en 1376.

### Période moderne
Au XVIIIe siècle, une partie de ce fief passa à la famille Crillon, en 1631 puis l'autre aux Cambis, an 1637. Ce fut Clément IX qui l'érigea en marquisat, pour les Cambis-Velleron par une bulle datée de 1668.
Le village fut rattaché à la France en 1791 comme tout le Comtat Venaissin. Le 12 août 1793 fut créé le département de Vaucluse, constitué des districts d'Avignon et de Carpentras, mais aussi de ceux d'Apt et d'Orange, qui appartenaient aux Bouches-du-Rhône, ainsi que du canton de Sault, qui lui appartenait alors aux Basses-Alpes.
Ayant soutenu l’insurrection fédéraliste de l’été 1793, dix Velleronnais sont guillotinés en juin 1794.

### Époque contemporaine
Au cours du XIXe siècle, la culture de la garance eut une grande importance économique. Le village faillit aussi devenir une station thermale. Le sieur Achille du Laurent commença à exploiter une source jaillissant à 15°, dont les vertus purgatives et diurétiques étaient reconnues médicalement. Il commença à appeler son établissement Notre-Dame-de-Santé, puis lui donna, en 1877, le nom de « Velleron-les-Eaux ». Mais la source tarit et l'établissement ferma.
En 1900, pour la première fois apparait l’appellation côtes-du-ventoux. Ce baptême a lieu pour un repas de noce. Sur le menu est calligraphié vins des Côtes du Ventoux et des Crans. Ces vins sont tous millésimés et datés de 1870, 1890 et 1895, soit des vins vieux de 5 à 30 ans. C'est à partir de 1939 que les vignerons du secteur constituent un syndicat des vins du Ventoux. Grâce à leur action, leurs vins sont classés en vin délimité de qualité supérieure (VDQS) dès 1953 puis accèdent enfin à l’AOC le 27 juillet 1973.
Devenu un cabaret au XIXe siècle, le château des Crillon devint ensuite l'hôtel des Postes. Complètement restauré au cours des années 1982-1983, c'est aujourd'hui l'hôtel de ville. Celui des Cambis, en ruines, a été aussi restauré puis lôti en plusieurs logements. Une de ses ailes abrite de nos jours le « Club du 3e âge ».

### Toponymie
Le terme de Velleron proviendrait des termes celto-ligure Ven : hauteur, montagne, et Avenos : hauteur entourée d'eau.
Désigné comme Castrum Avellaronis en 1239, puis Avellarone en 1253 et enfin Velleronum en 1274, le village tire son nom d'avellana (noisette). C'est en 1566 que se fixe la forme actuelle du nom.

### Héraldique
|  | Les armes peuvent se blasonner ainsi : D'azur au voile d'argent surmonté de trois étoiles. |

## Politique et administration

### Tendances politiques et résultats
Lors du référendum européen sur le traité de Maastricht (scrutin du 20 septembre 1992), sur 1 854 inscrits, 1 460 ont voté, ce qui représente une participation de 78,75 % du total, soit une abstention de 21,25 %. Il y a eu une victoire du non avec 882 voix (62,29 %) contre 534 voix (37,71 %) prononcées oui et 44 (3,01 %) de votes blancs ou nuls.
À l'élection présidentielle de 2002, la participation atteint 80,30 % contre 85,19 % au second tour. Le premier tour a vu arriver en tête Jean-Marie Le Pen (FN) avec 24,69 % des voix suivi par Lionel Jospin (PS) avec 14,19 % et Jacques Chirac (RPR) avec 14,01 % des suffrages. Aucun autre candidat n'atteint la barre des 10 %. Au second tour, c'est Jacques Chirac qui arrive en tête avec 71,15 % des voix contre 28,85 % pour Jean-Marie Le Pen.
Lors des élections législatives de juin 2002, la participation est de 68,63 % lors du premier tour et de 57,54 % pour le second tour. Lors du premier tour, c'est Jean-Michel Ferrand (UMP) qui été arrivé en tête avec 32,72 % des voix suivi par Benoit Magnat pour Les Verts avec 21,95 % puis par le candidat frontiste Guy Macary avec 20,26% des suffrages. Lors du second tour, Jean-Michel Ferrand arrive en tête à Velleron avec 73,41 % des voix contre 26,59 % pour Guy Macary.
Aux élections européennes de 2004, sur 2 285 inscrits, 1 039 ont voté, ce qui représente une participation de 45,47 % du total, soit une abstention de 54,53 %. C'est Michel Rocard pour le PS qui arrive en tête avec 29,44 % des suffrages suivi par Jean-Marie Le Pen (FN) avec 16,45 %, puis Françoise Grossetête (UMP) avec 16,35 % des voix. Aucun autre candidat ne dépasse la barre des 10 %.
Au référendum sur la constitution européenne (scrutin du 29 mai 2005), sur 2 235 inscrits, 1 732 ont voté, ce qui représente une participation de 77,49 % du total, soit une abstention de 22,51 %. Il y a eu une victoire du contre avec 1 077 voix (63,54 %), 618 voix (36,46 %) s’étant prononcées pour et 37 (2,14 %) étant des votes blancs ou nuls.
À l’élection présidentielle de 2007, la participation atteint 87,18 % au premier tour et 86,56 au second tour. Le premier tour a vu se démarquer en tête Nicolas Sarkozy (UMP) avec 32,66 %, suivi par Ségolène Royal (PS) avec 20,80 % et Jean-Marie Le Pen (FN) avec 16,35 %, François Bayrou (UDF) avec 14,42 % puis aucun autre candidat ne dépassant les 5 %. Le second tour a vu arriver en tête Nicolas Sarkozy avec 60,83 % contre 39,17 % pour Ségolène Royal.
Lors des élections législatives de juin 2007, la participation est de 61,55 % lors du premier tour et de 60,31 % au second tour. Lors du premier tour, c'est Jean-Michel Ferrand (UMP) qui été arrivé en tête avec 46,42 % des voix suivi par la candidate (socialiste) Nadine Peris avec 16,25 % des suffrages. Aucun autre candidat ne dépasse la barre des 10 % des suffrages. Lors du second tour, Jean-Michel Ferrand obtient 60,88 % des suffrages contre 39,12 pour son adversaire Nadine Peris.
Aux élections européennes de 2009, sur 2 507 inscrits, 1 120 ont voté, ce qui représente une participation de 44,67 % du total, soit une abstention de 55,33 %. Les résultats sont Françoise Grossetête (UMP) avec 27,62 % des voix, suivie de Michèle Rivasi (Europe Écologie) avec 20,02 %, de Vincent Peillon (PS) avec 13,25 %, et de Jean-Marie Le Pen (FN) avec 10,66 %. Aucune autre liste n'a dépassé les 10 %.
À l'élection présidentielle de 2012, la participation atteint 83,72 % au premier tour puis 82,90 % lors du second tour. Le premier tour a vu se démarquer Marine Le Pen (FN) avec 27,87 % des voix suivi par Nicolas Sarkozy (UMP) avec 26,16 % et François Hollande (PS) avec 21,71 %, Jean-Luc Mélenchon (FG) avec 13,46 %. Les autres candidats n'ont pas dépassé les 10 %. Lors du second tour, Nicolas Sarkozy arrive en tête à Velleron avec 55,21 % des voix contre 44,79 % pour François Hollande.
Lors des élections législatives de juin 2012, la participation est de 65,40 % lors du premier tour et grimpe à 66,47 % au second tour. Le premier tour voit arriver en tête Jean-Michel Ferrand (UMP) avec 29,17 % des voix suivi par Marion Maréchal-Le Pen (FN) avec 28,08 % elle-même suivie par Catherine Arkilovitch, la candidate (PS) avec 24,56 % des voix. Enfin, Roger Martin, candidat pour le Front de gauche est le dernier à franchir la barre des 10 % avec 13,10 % des suffrages. Les trois premiers candidats se maintiennent pour le second tour. C'est Marion Maréchal-Le Pen qui arrive en tête de cette triangulaire à Velleron avec 36,64 % des voix contre 34,59 % pour Jean-Michel Ferrand et 28,77 % pour Catherine Arkilovitch.
Aux élections européennes de 2014, sur 2 652 inscrits, 1 339 ont voté, ce qui représente une participation de 50,49 % du total, soit une abstention de 49,51 %. C'est Marine Le Pen (FN) qui arrive en tête du scrutin avec 36,29 % des voix suivie par Renaud Muselier (UMP) avec 16,29 % des voix. Vincent Peillon pour le PS est le dernier candidat à franchir la barre des 10 % avec 11,66 %.

### Liste des maires
| Période                                  | Période                       | Identité          | Étiquette   | Qualité |
| ---------------------------------------- | ----------------------------- | ----------------- | ----------- | --- |
| 1848                                     | 1851                          | André Chevassine  | Républicain | Agriculteur, propriétaire |
| Les données manquantes sont à compléter. |                               |                   |             | |
| mai 1929                                 | janvier 1940                  | Marius Clerc      | PCF         | Agriculteur et syndicaliste Réélu en 1935                                                                                     |
| Les données manquantes sont à compléter. |                               |                   |             | |
| 1944                                     | octobre 1947                  | Marius Clerc      | PCF         | Agriculteur et syndicaliste Président du comité de Libération en 1944, élu en 1945                                            |
| Les données manquantes sont à compléter. |                               |                   |             | |
| 1977                                     | mars 1983                     | Aline Agnel       |             | Institutrice |
| mars 1983                                | mars 2008                     | Robert Rouch      | DVD (DL)    | Retraité, maire honoraire Vice-président du Grand Avignon Chevalier de l'Ordre national du Mérite Réélu en 1989, 1995 et 2001 |
| mars 2008                                | mai 2020                      | Michel Ponce      | DVD         | Retraité de l'artisanat 11e vice-président du Grand Avignon Réélu en 2014                                                     |
| mai 2020                                 | En cours (au 19 janvier 2021) | Philippe Armengol | SE          | Professeur des écoles 12e vice-président du Grand Avignon (2020 → )                                                           |

### Intercommunalité
Velleron fait partie de la Communauté d'agglomération du Grand Avignon qui a la particularité d'être à cheval sur deux départements et deux régions.
Dans le département de Vaucluse (région Provence-Alpes-Côte d'Azur) : Avignon (siège social), Caumont-sur-Durance, Jonquerettes, Morières-lès-Avignon, Le Pontet, Saint-Saturnin-lès-Avignon, Vedène et bien sûr Velleron. Dans le département du Gard (région Languedoc-Roussillon) : Les Angles, Rochefort-du-Gard, Saze, Pujaut, Sauveterre et enfin Villeneuve-lès-Avignon.
La commune fait également partie de l'aire urbaine de L'Isle-sur-la-Sorgue.

### Jumelages
Lucenay (69480), commune du Rhône

## Démographie
L'évolution du nombre d'habitants est connue à travers les recensements de la population effectués dans la commune depuis 1793. Pour les communes de moins de 10 000 habitants, une enquête de recensement portant sur toute la population est réalisée tous les cinq ans, les populations de référence des années intermédiaires étant quant à elles estimées par interpolation ou extrapolation. Pour la commune, le premier recensement exhaustif entrant dans le cadre du nouveau dispositif a été réalisé en 2006.

En 2022, la commune comptait 3 138 habitants, en évolution de +6,19 % par rapport à 2016 (Vaucluse : +1,73 %, France hors Mayotte : +2,11 %).
| 1793 | 1800 | 1806 | 1821 | 1831  | 1836  | 1841  | 1846  | 1851  |
| ---- | ---- | ---- | ---- | ----- | ----- | ----- | ----- | ----- |
| 900  | 716  | 825  | 945  | 1 085 | 1 407 | 1 525 | 1 702 | 1 676 |

| 1856  | 1861  | 1866  | 1872  | 1876  | 1881  | 1886  | 1891  | 1896  |
| ----- | ----- | ----- | ----- | ----- | ----- | ----- | ----- | ----- |
| 1 671 | 1 788 | 1 635 | 1 662 | 1 464 | 1 302 | 1 210 | 1 122 | 1 115 |

| 1901  | 1906  | 1911  | 1921  | 1926  | 1931  | 1936  | 1946  | 1954  |
| ----- | ----- | ----- | ----- | ----- | ----- | ----- | ----- | ----- |
| 1 156 | 1 104 | 1 043 | 1 011 | 1 015 | 1 010 | 1 021 | 1 042 | 1 126 |

| 1962  | 1968  | 1975  | 1982  | 1990  | 1999  | 2006  | 2011  | 2016  |
| ----- | ----- | ----- | ----- | ----- | ----- | ----- | ----- | ----- |
| 1 111 | 1 134 | 1 402 | 2 054 | 2 509 | 2 829 | 3 017 | 2 908 | 2 955 |

| 2021  | 2022  | - | - | - | - | - | - | - |
| ----- | ----- | - | - | - | - | - | - | - |
| 3 084 | 3 138 | - | - | - | - | - | - | - |

## Économie
La principale activité économique de la commune est liée à l'agriculture (cultures maraîchères et fruitières). Cependant, tourisme et artisanat sont aussi présents.
90 commerces, professions libérales et artisans.

### Agriculture

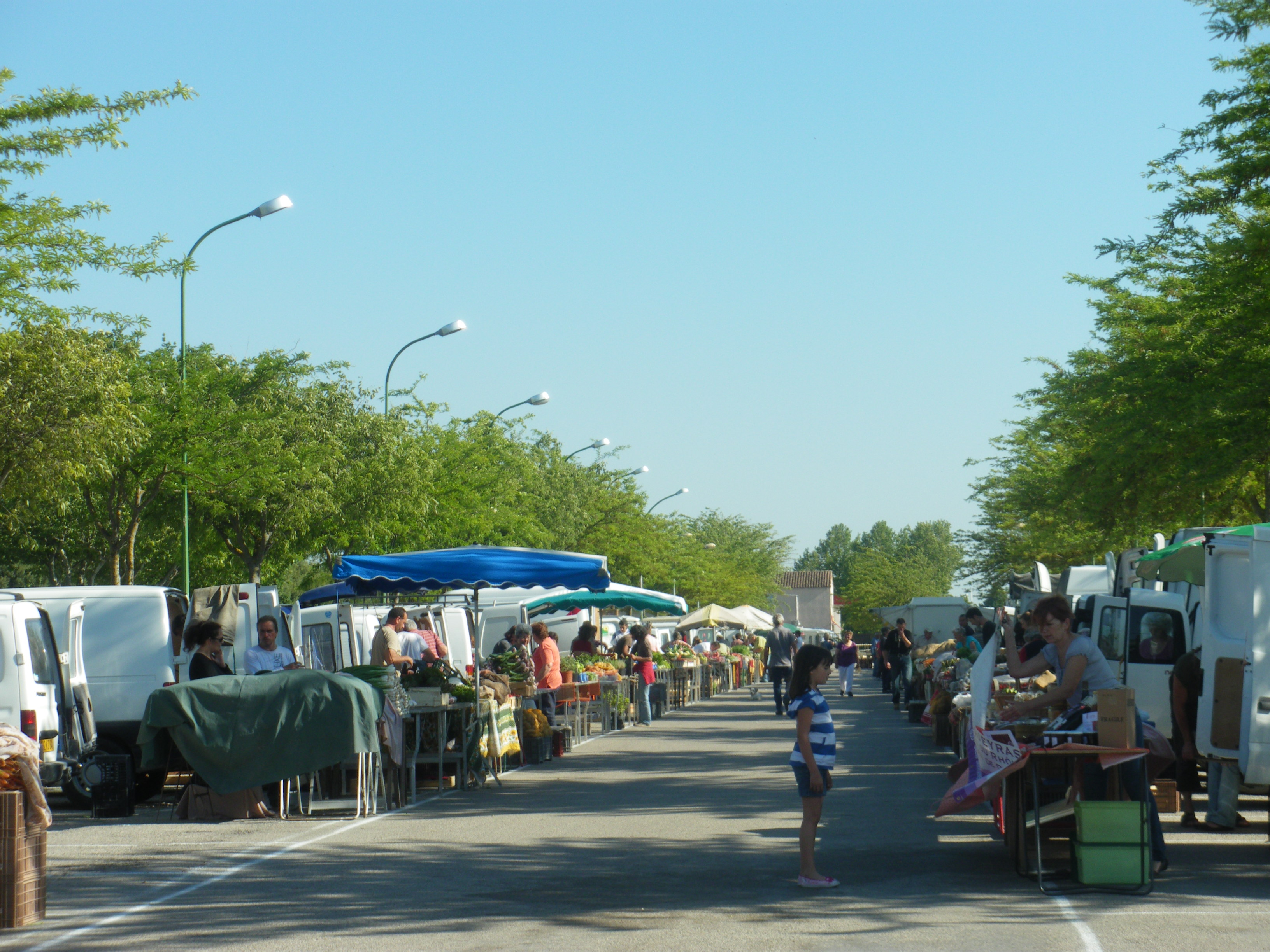
Marché agricole, juste avant l'ouverture.

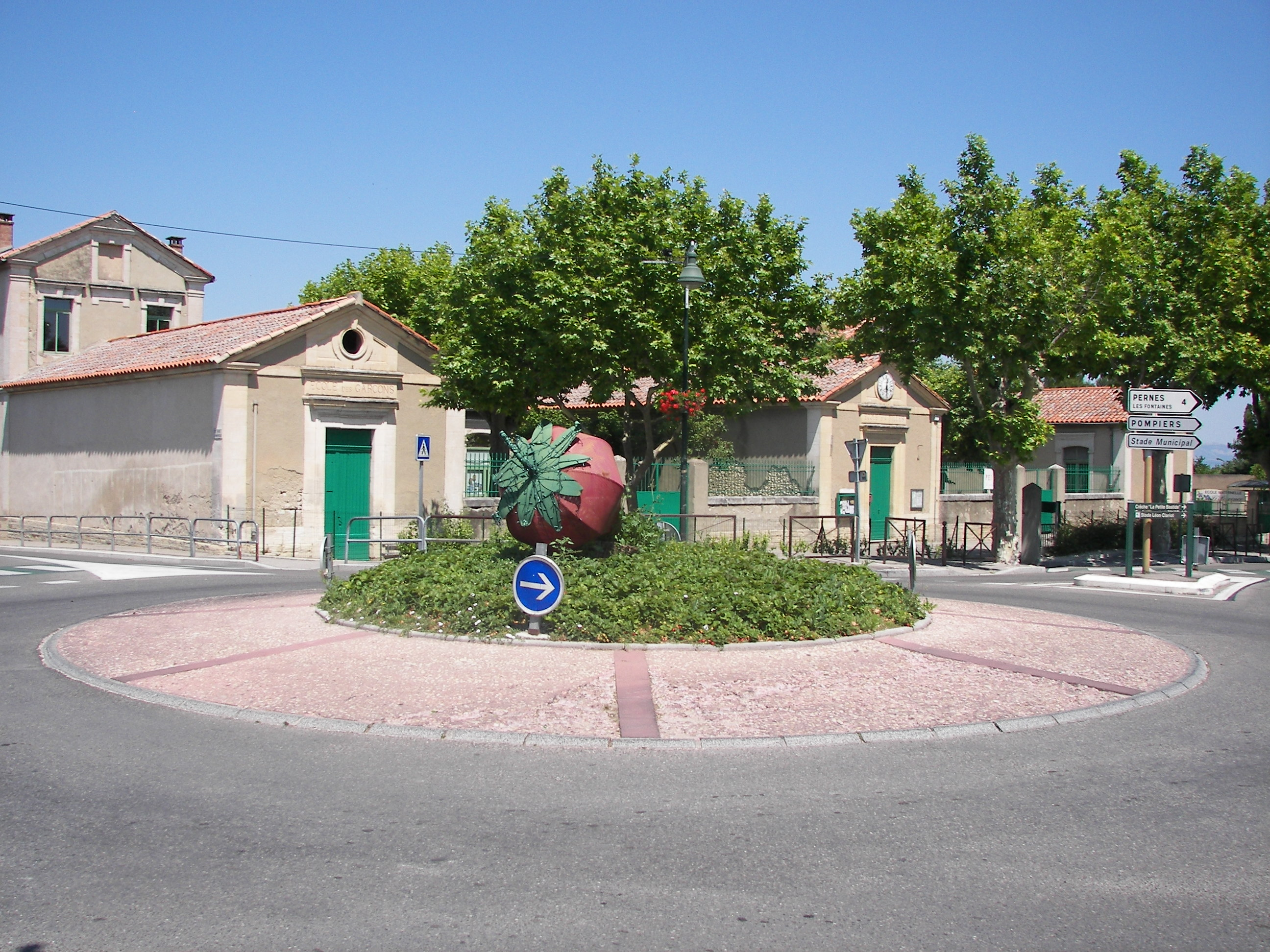
Rond-point de la Fraise avec l'école primaire en arrière-plan.

On retrouve la trace de cultures à Velleron, dès le Moyen Âge, initialement de blé et oliviers, puis de vigne. L'agriculture est favorisée par la situation de la commune, en partie sur la plaine de la Sorgue, fertilisée et arrosée par ses eaux. Le XIXe siècle voit se développer la culture de la garance et du ver à soie, et l'amélioration de l'irrigation, par la création du canal de Carpentras.
L'on trouve 41 exploitations agricoles sur la commune.
Le marché agricole de Velleron est classé parmi les cent plus beaux de France et accueille chaque année plus de 130 000 visiteurs/acheteurs. Seules peuvent exposer et vendre sur ce marché agricole les personnes à même de présenter leurs justificatifs d'exploitant agricole ou de retraité agricole.
Le marché agricole de Velleron se tient quotidiennement.
- Été : du premier lundi d'avril au dernier samedi de septembre, le marché se tient tous les jours sauf le dimanche et les jours fériés, à partir de 18 h.
- Hiver : du premier mardi d'octobre au dernier samedi de mars, le marché se tient tous les mardis, vendredis et samedis sauf jours fériés à partir de 16 h 30.

### Tourisme
Importante capacité d'hébergement et d'accueil.

## Culture et patrimoine

### Patrimoine civil

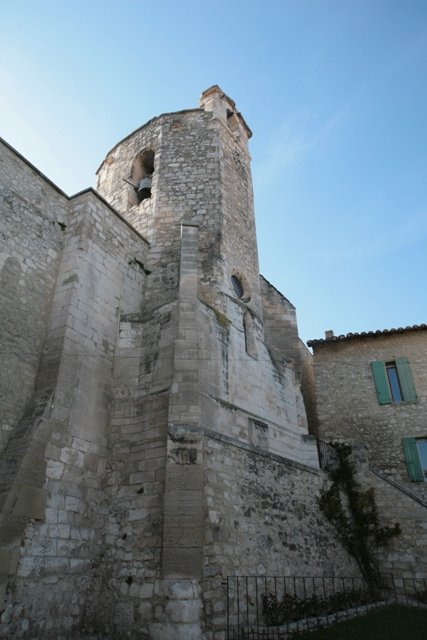
Église Saint-Michel de Velleron.

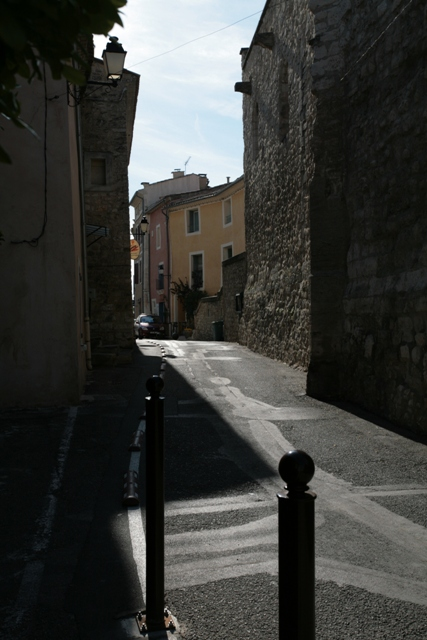
Vieille rue de Velleron.

- Château médiéval des Crillon (actuellement utilisé comme mairie) : Il porte le nom de la famille Crillon, descendant de Pons d'Astoaud, premier seigneur de Velleron. Construit sur les vestiges d'un premier château du XIIe siècle, dont il ne reste qu'une cave voutée, sa reconstruction date des années 1480-1500[49].
- Château de Cambis
- Fontaine
- Ancien moulin à farine.
- Restes d'un établissement thermal.
- Deux cabanes en pierre sèche ou bories qui ont été inscrites monuments historiques le 28 août 1974[50].

### Patrimoine religieux
En 1174, l'Église Saint-Michel de Velleron faisait partie de la mense de l'abbaye Saint-Eusèbe de Saignon et était placée sous le vocable de Notre-Dame de Nazareth. Puis, au XIIIe siècle, elle devint l'église castrale des Astouaud, seigneurs du lieu. Par alliance, elle passa aux Crillon, qui s'y firent inhumer, puis aux Cambis, qui y firent édifier une chapelle. Sa nef est voûtée d'arêtes à nervure, datée du XIVe siècle et sa façade date du XVIIIe siècle,. Elle est inscrite à l'inventaire des Monuments historiques par arrêté du 11 mars 2004.
La chapelle des Pénitents Gris ou chapelle de la Croix est datée de 1681.

## Équipements ou Services

### Transports urbains
Un service de bus à la demande permet de rejoindre au choix deux lieux, en correspondance avec différentes lignes de bus : Saint-Saturnin Centre ou le lycée René Char. Au niveau scolaire, la ligne VL1 rejoint le lycée René Char.

### Enseignement
La commune possède un groupe scolaire de deux écoles.

### Sports
Promenade à cheval

Randonnées pédestres

Boulodrome

Tennis et stade municipaux

Grande course annuelle de caisses à savon

Pêche à la truite dans les bras de la Sorgue.

### Santé
La commune, entre les deux agglomérations de plus grandes tailles que sont Pernes-les-Fontaines et L'Isle-sur-la-Sorgue, a vu se développer un certain nombre d'activités liées à la santé : deux dentistes, trois médecins généralistes, deux cabinets d'infirmières, un kinésithérapeute, une pharmacie, un podologue et un service d'ambulances.
Il existe aussi des vétérinaires.
Le centre d'analyse médical et l'hôpital les plus proches sont sur L'Isle-sur-la-Sorgue.

## Vie locale
35 associations sont actives sur la commune.
Jeudi de l’Ascension : Fête de la fleur

8 mai : Fête de la Fraise

1er au 31 juillet : Fête de la Sorgue

2e week-end de septembre : fête votive

### Cultes
La paroisse de Velleron, de culte catholique, fait partie du diocèse d'Avignon, doyenné de l'Isle-sur-la-Sorgue.

## Personnalités liées à la commune
- Henry Du Mont, né à Velleron, musicien et maître de chapelle de Louis XIV[53]
- La famille de Crillon
- Jacques Chapus (1922-2011), journaliste. Il y est décédé.
- Jean Frisano (1927-1987), peintre illustrateur de bandes dessinées, mort à Velleron.